# Gonomyia (Leiponeura) phoroctenia
Gonomyia (Leiponeura) phoroctenia is een tweevleugelige uit de familie steltmuggen (Limoniidae). De soort komt voor in het Neotropisch gebied.